# Paul Dupont des Loges

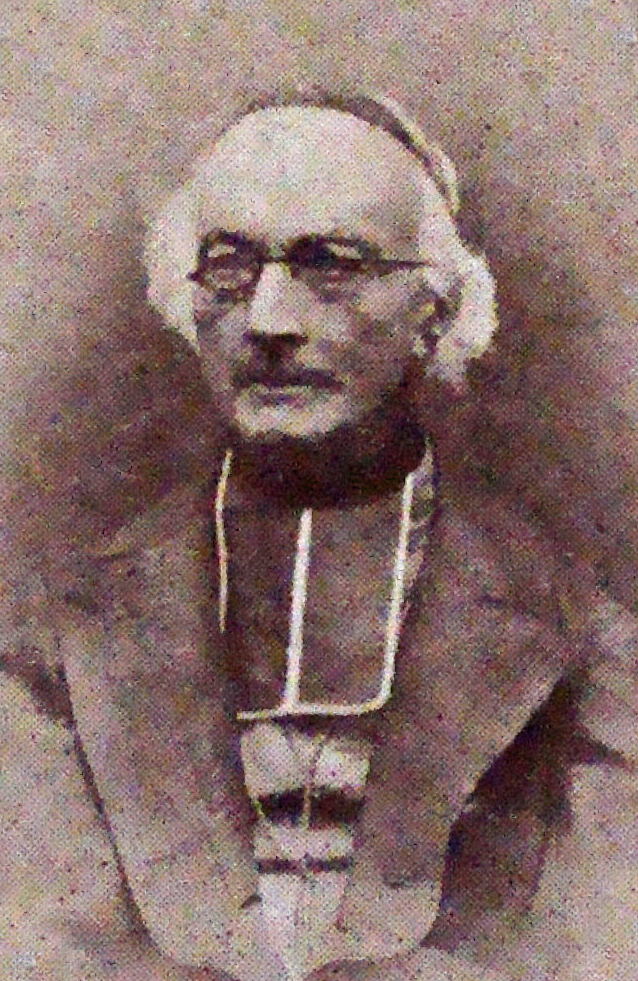
Paul Dupont des Loges, bisschop van Metz en lid van de Rijksdag

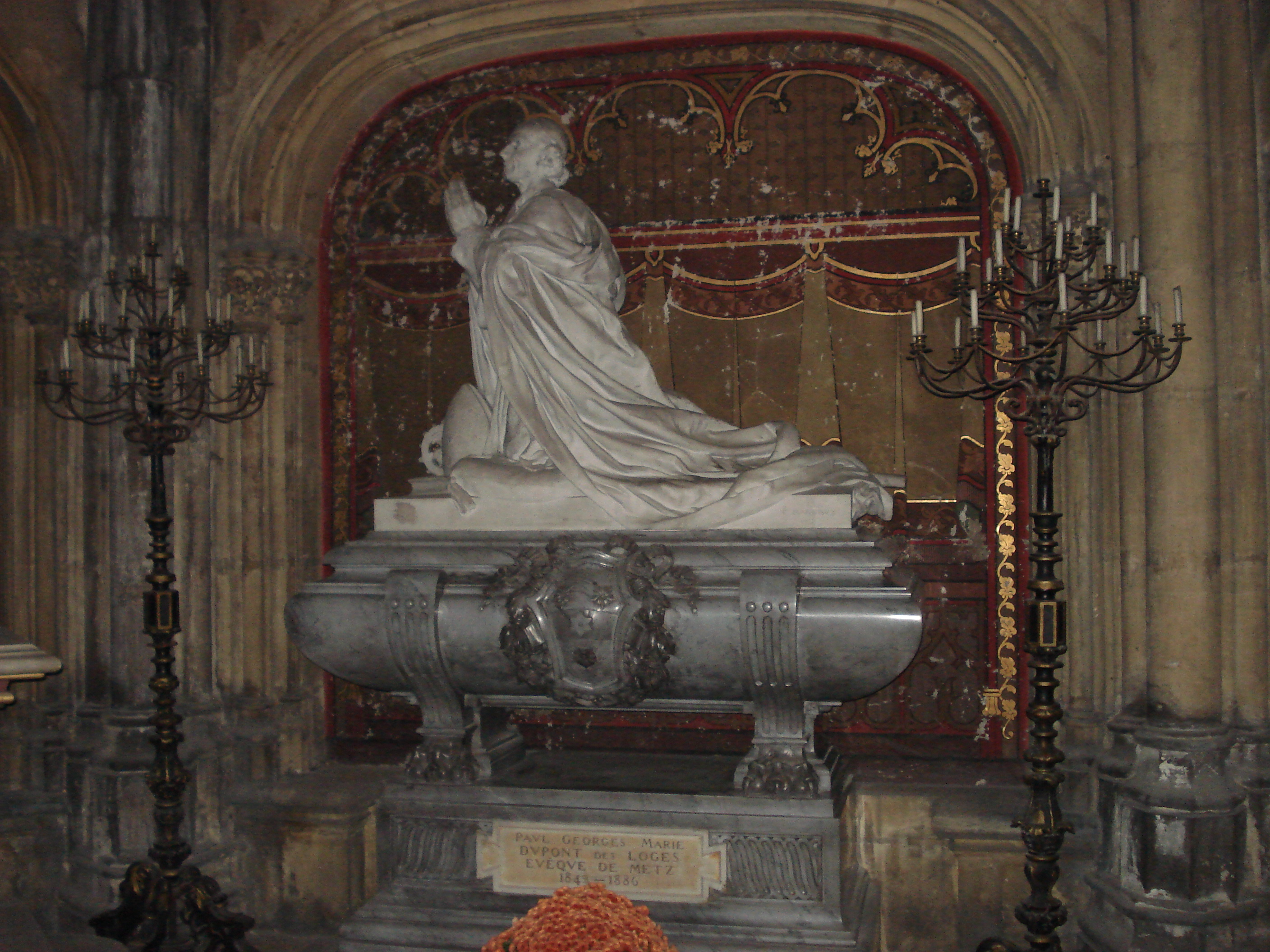
Praalgraf in de kathedraal van Metz

Paul Georges Marie Dupont des Loges (Rennes, 11 november 1804 – Metz, 18 augustus 1886) was bisschop van Metz van 1842 tot zijn dood in 1886.

## Levensloop
Dupont des Loges groeide op in een adellijke familie in Rennes in Bretagne. Hij volgde priesterstudies in het Seminarie van Saint-Sulpice in Parijs. Van 1834 tot 1840 was hij kanunnik in de kathedraal van Rennes en van 1840 tot 1842 vicaris-generaal in het bisdom Blois. In 1842 werd hij tot bisschop van Metz verkozen. Een jaar later volgde de bisschopswijding in de kapel van het priesterseminarie Saint-Sulpice. Pas in 1843 kwam hij aan in Metz. 
Zijn bestuur was gekenmerkt door het stimuleren van het katholiek onderwijs. In 1870 nam hij deel aan het Eerste Vaticaans Concilie in Rome.
In 1870 vielen Metz en geheel Elzas-Lotharingen in handen van Pruisen. Van 1874 tot 1877 was Dupont lid van de Duitse Rijksdag in Berlijn. In deze periode als parlementslid ontving hij keizer Wilhelm I in Metz op 5 mei 1877. Dupont des Loges stierf in 1886 in Metz.

## Postuum
- Dupont des Loges kreeg een praalgraf in de kathedraal van Metz; dit bevindt zich meer bepaald in een zijkapel, de kapel Saint-Livier van de kathedraal.
- Een straat in Metz draagt zijn naam: rue Dupont des Loges.